# Великая ложа вольных и принятых каменщиков Турции
Великая ложа вольных и принятых каменщиков Турции (ВЛВПКТ) (тур. Hür ve Kabul Edilmiş Masonlar Büyük Locası) — старейшая и единственная регулярная великая ложа в Турции.

## История
После того, как в 1717 году, в Англии, было основано спекулятивное масонство, оно сравнительно быстро пришло в Турцию. Уже в 1721 году первые ложи были основаны французскими масонами в Стамбуле. Несмотря на то, что масонство в Турции появилось в начале XVIII века, его фактически не было до 1856 года, и первая турецкая великая ложа была инсталлирована в Македонии. До тех пор, масонство было ограничено членами иностранных великих лож находившихся на территории Турции. А в 1876 году была запрещена какая-либо масонская деятельность. И только в 1909 году, в Стамбуле, масонство смогло вновь возродиться. Члены великой ложи тайно вмешивались в политику, что привело к очередному запрету масонства в 1922 году. В 1925 году масонство вновь разрешили и великая ложа смогла продолжить свои труды. В 1935 году Великая ложа Турции вновь была закрыта. Поводом для закрытия послужило нежелание членов великой ложи поддержать политику реформ Ататюрка.
В 1956 году Великая ложа Турции была восстановлена в четвёртый и последний раз. И после небольших нововведений, в 1962 году, была признана Великими ложами Нью-Йорка и Шотландии. В 1970 году Великая ложа Турции была признана Объединённой великой ложей Англии и Великой ложей Ирландии.

## Раскол
В расколе масонства Турции обвиняют политика и экс-президента Сулеймана Демиреля, в связи со скандалом в 1964 году. Но причины раскола были гораздо сложнее. В то время кандидатом на пост президента от Партии Справедливости был выдвинут Сулейман Демирель. Его противники воспользовались предрассудками части населения Турции против масонства и обвинили его в том, что он является членом масонской ложи «Bilgi». Бывший великий мастер подписал документ, в котором говорилось, что Демиреля ошибочно считают членом ложи «Bilgi», и он никогда не был членом ни одной из масонских лож Турции. Затем Демирель стал новым лидером партии, а этот фальшивый документ привёл к буре протеста в ложах. Развитие скандала Демиреля и разные взгляды на масонство привели в 1966 году к окончательному расколу турецкого масонства. Результатом раскола стало появление Великой ложи либеральных масонов Турции.

## ВЛВПКТ сегодня
Великая ложа вольных и принятых каменщиков Турции имеет свои собственные храмы в Стамбуле, Анкаре, Измире, Бурсе, Адане, Анталии, Бодруме, Мармарисе и Эскишехире. Численность ВЛВПКТ составляет 14000 масонов объединённых в 205 лож.
Турецкие ложи есть, с 1987 года в Израиле и с 1990 года в Франкфурте, в Вашингтоне и Бухаресте.
ВЛВПКТ управляет тремя символическими степенями — ученик, подмастерье, мастер. Верховный совет ДПШУ управляет степенями с 4 по 33.
Через официальный сайт великой ложи идёт содействие развитию образования. В 2004 и 2005 годах 624 студента получали стипендии от великой ложи.

## Антимасонство в Турции
Масонство Турции обвинялось бывшим премьер-министром Эрбаканом и его движением «Милли гёрюш» (Millî Görüş) в участии в мировом заговоре.
В различных средствах массовой информации сообщалось, что террористическая организация Аль-Каида, действующая в Турции под именем Аль-Кудс, взяла на себя ответственность за теракт в ресторане в Стамбуле 9 марта 2004 года. В здании располагался масонский храм, а в ресторане часто проходили агапы масонов. В обращении этой группы было объявлено, что согласно их плану предполагалось убить всех людей в здании. Этот план террористов был осуществлён лишь частично из-за технических дефектов бомбы. В нападении были убиты три человека. 33-летний Энгин Вурала — террорист, его сообщник Нихат Догрюел, и официант ресторана Хусейн Куругёль. Пять человек были серьёзно ранены.
Асим Акин сообщил в пресс-релизе, после своего избрания на пост великого мастера, что его не пугает наличие людей во власти, кто был в прошлом против масонства.
Реджеп Тайип Эрдоган в 1975 году написал антимасонскую драму, которая называлась «Mas-Kom-Yah». В 2013 году удостоился похвалы от Эрдогана Неджип Фазыл Кысакюрек в памятной речи приуроченной ко дню его смерти на заседании парламента, в которой Эрдоган заявил, что Кысакюрек был одним из самых влиятельных мыслителей Турции. Также Эрдоган сказал, что Кысакюрек гордость для своего и всех последующих поколений. Турецкая ежедневная газета Юрт прокомментировала постыдное выступление Эрдогана. Потому-что Кысакюрек был автором антисемитской книги «Yahudilik-Masonluk-Dönmelik», где, в том числе, была развита тема теории масонского заговора.
Военнослужащим турецкой армии запрещено законом во время их службы в турецкой армии состоять в масонских ложах.